# Veinte años
Veinte años es una habanera de 1935, con letra de Guillermina Aramburú y música de María Teresa Vera, quien la cantó durante muchos años y la inmortalizó. Ha sido interpretada entre otros por Omara Portuondo, Ibrahim Ferrer, Barbarito Díez, Buena Vista Social Club, Diego el Cigala, y el 1 de junio de 2019 por los niños "Isaac y Nora", quienes la hicieron viral en internet.